# كروكس ديس بوكيتس
كروكس ديس بوكيتس هي مدينة من مدن هايتي. يبلغ عدد سكانها 84,812 نسمة وذلك حسب إحصائيات سنة 2009. يبلغ ارتفاع المدينة عن سطح البحر قرابة 64 متر. تبلغ مساحتها 5.46 كم².

## أعلام
- وايكلف جين